# Lurucina
Lurucina  (in greco Λουρουτζίνα?, Louroujina (o Λουρουκίνα) localmente luɾuˈt͡ʃina; in turco: Akıncılar, precedentemente anche localmente Lurucina o Luricina) è un comune di Cipro. Esso è situato de facto nel distretto di Lefkoşa della Repubblica Turca di Cipro del Nord, e de jure nel Distretto di Nicosia della Repubblica di Cipro. Prima degli anni 50 del 900 il villaggio è sempre stato misto, ma a maggioranza turco-cipriota. Al 2011, Lurucina aveva una popolazione di 390 persone.

## Geografia fisica
Il villaggio è situato all'interno del saliente che segna la parte più meridionale di Cipro del Nord. Esso si trova a cinque chilometri a sud-est di Dali e direttamente a nord di Lymbia. Louroujina/Akincilar era uno dei più grandi villaggi turco-ciprioti di Cipro prima della divisione dell'isola.

## Origini del nome
Secondo una leggenda, Lurucina è così chiamata perché fu fondata da una donna di nome "Lorenziya". Un'altra ipotesi è che il nome derivi dall'espressione italiana "la regina". Nel 1958, fu ribattezzata Akıncılar in turco, cioè "predoni ottomani". Si dice che il nuovo nome sia stato ispirato da uno scontro intercomunitario tra greci ciprioti e turchi ciprioti di Lurucina, che superavano di numero i primi, a Pyrogi (Gaziler). Mentre fuggivano, i greci ciprioti gridarono: "I turchi ciprioti di Louroujina stanno arrivando a frotte!" (in turco: Lurucina'lılar akın akın geliyor).

## Storia
Lurucina  prima dell'invasione turca di Cipro era uno dei più grandi villaggi turco-ciprioti dell'isola. Nel 1974, il villaggio fu messo in sicurezza in modo da essere collocato all'interno di una zona contigua turco-cipriota, che poi divenne Cipro del Nord. La zona cuscinetto delle Nazioni Unite separa il saliente di Lurucina dall'area controllata dalla Repubblica di Cipro. Ora c'è un tunnel che è stato progettato per entrare nel villaggio senza passare per nessun punto di controllo dell'esercito turco. Il villaggio, che presenta molti edifici storici intatti, è ora aperto a tutti.

## Società

### Evoluzione demografica
Il villaggio era misto fino agli anni '50, ma i turco-ciprioti (musulmani) hanno sempre costituito la maggioranza. Nel censimento ottomano del 1831 la quota di popolazione musulmana (turco-cipriota) era quasi dell'81%. Nel 1891 questa percentuale salì all'88%. Durante il periodo britannico la popolazione turco-cipriota continuò ad aumentare, mentre la percentuale di greco-ciprioti diminuì. Nel 1960, nel villaggio erano rimasti solo tre greco-ciprioti.
Il primo sfollamento legato al conflitto si verificò quando i greco-ciprioti abbandonarono il villaggio negli anni Cinquanta a causa delle tensioni intercomunitarie create dalla lotta dell'EOKA. Sebbene nessuno fosse stato sfollato dal villaggio durante le lotte intercomunitarie degli anni '60, il villaggio divenne un importante centro di accoglienza per gli sfollati turco-ciprioti. Richard Patrick ha registrato quasi 1.000 sfollati turco-ciprioti che vivevano ancora nel villaggio nel 1971; per lo stesso anno ha anche stimato la popolazione del villaggio a 2.800 persone. La maggior parte di questi sfollati proveniva da villaggi vicini come Potamia/Dereli, Pirogi/Gaziler, Nisou/Dizdarköy, Dali e Agios Sozomenos/Arpalık. Inoltre, nei primi mesi del 1964, anche gli abitanti di Petrophani/Esendağ si rifugiarono nel villaggio per un breve periodo, ma poi tornarono alle loro case. Dopo la divisione dell'isola nel 1974, quando la maggior parte delle terre fertili del villaggio finì nella zona cuscinetto o a sud della Linea Verde e il villaggio stesso divenne una zona semi-militarizzata, la maggior parte dei suoi abitanti e le famiglie sfollate dagli anni Sessanta furono trasferite in villaggi greco-ciprioti vuoti nel nord. Mentre i turco-ciprioti di Lurucina scelsero di trasferirsi nel villaggio di Lysi/Akdoğan, la maggior parte delle famiglie sfollate negli anni Sessanta si stabilì ad Argaki/Akçay, nella zona di Morphou. È importante notare che, nonostante l'insistenza della leadership turco-cipriota, quasi 300 turco-ciprioti di Louroujina hanno scelto di rimanere nel villaggio, che ora è circondato dalla zona cuscinetto e da barricate militari. Oggi, l'unico accesso al villaggio è attraverso un campo militare turco nel villaggio di Pirogi.
Attualmente il villaggio è occupato dagli abitanti originari turco-ciprioti che hanno scelto di rimanervi. Secondo il censimento del 2006, la popolazione del villaggio era di 462 abitanti.

## Sport
Il club sportivo turco-cipriota Akıncılar è stato fondato nel 1942. Nel 2016 competeva nella  seconda divisione K-PET della Federazione calcistica di Cipro del Nord (CTFA).